# Goodbye Horses
Goodbye Horses é uma canção escrita por William Garvey e executada por Q Lazzarus (o nome da banda, bem como o da vocalista) em 1988. Há três versões diferentes da canção: uma de 3:12 minutos, outra de 4:20 e uma extensa, de 6:27. Covers de Goodbye Horses foram feitos pelas seguintes bandas: Carrier Flux, Foretaste, Harvey Girls, Human Aftertaste, Ludwyg e Psyche.

## Significado da música
Numa filosofia oriental, "horses" ("cavalos", em inglês) são representantes simbólicos dos 5 sentidos - as coisas que nos mantém ligados ao plano físico/material de existência. Uma vez que se possa transcender as limitações desses sentidos e atingir um nível superior de consciência, você está deixando os "horses" para trás - "flying over them". A música, portanto, trata-se sobre alguém que foi tão afetado por uma perda ou por um colapso (exemplos) que decidiu desistir das coisas que o deixa ligado a esse mundo por emoção.

## O Silêncio dos Inocentes
A música foi anunciada de maneira conspícua no filme O Silêncio dos Inocentes durante a cena em que o serial killer "Buffalo Bill" se maquia e dança em frente de uma câmara de vídeo, com o seu pênis escondido entre as pernas, para parecer que ele tinha uma vagina. Originalmente no filme, Clarice Starling (Jodie Foster) comentava sobre ovelhas e cavalos ao lembrar da penosa experiência do massacre do rancho; o roteiro foi diminuído para apenas incluir os cordeiros, mas a canção continuou. A música não aparece na trilha sonora de O Silêncio dos Inocentes, mas na trilha sonora de Married to the Mob, um filme de 1988, também dirigido por Jonathan Demme. Em 1991, Q Lazzarus lançou a versão extensa de Goodbye Horses para capitalizar no sucesso do filme O Silêncio dos Inocentes.

## Clerks II
Durante Clerks II, a cena já mencionada de O Silêncio dos Inocentes é parodiada por Jay e Bob Silencioso, quando Jay, tendo se lamentado do seu tédio enquanto andava em círculos por volta do restaurante de Mooby e tentando permanecer limpo das drogas, começa a dançar quase exatamente como Buffalo Bill, usando manteiga de cacau nos seus lábios da mesma maneira que Buffalo Bill usava batom. Jay então diz: "Você me foderia? ... Eu me foderia ... Eu me foderia bem...". Quando Dante sai do restaurante, Jay segura o seu casaco aberto para revelar ele mesmo nu, com o pênis colocado para trás.